# موهيلي
موهيلي :(أو موحيلي أو موالي بالشيقمر) هي إحدى الجزر الأربعة الرئيسية في جزر القمر تقع في المحيط الهندي في شمال قناة موزمبيق. الجزيرة هي الأصغر في جزر القمر وتعتبر الأكثر جذباً للسياح. في 1991 كان عدد سكان الجزيرة حوالي 24000 نسمة وعاصمة الجزيرة هي فمبوني. أكبر المجموعات العرقية المتواجدة في الجزيرة هم العرب والبنتو والأوروبيون والماليزيين والملغاشيين. جميع سكان الجزيرة مسلمون.

## الجغرافيا
جزيرة موهيلي هي أقدم جزر القمر وخلاف للأخريات تمتلك أراضٍ طينية تحتفظ بالماء وهي أيضا الأصغر بين الأخريات.

## الكائنات الحية
تملك الجزيرة عدة شواطئ من الرمل الأبيض وفي موسم التزاوج تأتي إليها السلاحف الخضراء. تم تأسيس محمية بحرية في 1999 بالتعاون مع التعاونيات القروية. هده المبادرة الفريدة حصلت على جائزة المبادرة الاستوائية من طرف الأمم المتحدة في 2002.

## التاريخ
كانت جزيرة موهيلي تتبع أمراء إنجوان شأنها في ذلك شأن مايوت ويسكن
الجزيرة جماعات فارسية من شيراز، إلا أن أغلب السكان كانوا على المذهب السني
وقد انتشرت الحروب الأهلية في جزيرة موهيلي، حتى وقعت في يد أحد أقارب رادما الأول ملك الهوفا في
مدغشقر وكان يدعى راماناتيكا الذي أصبح سلطانا على البلاد واعتنق الإسلام وسمّى نفسه عبد الرحمن
ظل عبد الرحمن أو راماناتيكا يحكم موهيلي، حتى 1842 وقد اتسمت فترة حكمة بالقوة وتدعيم نفوذه على
الجزيرة، وقد تولت ابنته حكم الجزيرة بعد وفاته، مما أدى إلى تزايد أطماع جيرانها في ممكلتها وخاصة
سلطان زنجبار السيد سعيد بن سلطان الذي تطلع لمد نفوذ بلاده نحو الجنوب وأراد تدعيم سيطرته
على موهيلي أما عن طريق الزواج من السلطانة الجديدة، أو عن طريق إعلان تبعية الجزيرة له، كذلك تطلعت
مملكة الهوفا في مدغشقر لوضع يدها على موهيلي، ونتيجة لتزايد أطماع جيران جزيرة موهيلي فيها لجأت
الملكة إلى الفرنسيين ودخلت في مفاوضات معهم وقبلت إعلان الحماية الفرنسية على أراضيها عام 1849،
ولكن رغم إقدام الملكة على هذه الخطوة إلا أن سلطان زنجبار والأمراء العرب لم يرضوا بذلك
فقامت الملكة باستبعاد الفرنسيين وقبلت الزواج من ابن عم سلطان زنجبار الذي أحكم قبضته على البلاد،
ولكن سرعان ما ضاقت تاكاطة بتقييد سلطاتها فقامت بثورة ضد زوجها فر على أثرها من البلاد عام 1860.
الفرنسيين قد تزايد نشاطهم في موهيلي. ولكن الأمور لم تستقر في جزيرة موهيلي مما دفع سكانها إلى تشكيل
وفد منها لطلب الحماية المصرية من الخديوي اسماعيل. ونتيجة لعدم استقرار الأمور في موهيلي،
أُجبرت الملكة على التنازل عن العرش لابنها بعد فترة من الاضطرابات التي شهدتها الجزيرة في أعقاب طرد زوجها
من البلاد، وعجز مجلس الوزراء عن السيطرة على الموقف، فطلب من فرنسا إعلان الحماية الفرنسية على
موهيلي وتم عقد المعاهدة الحماية في 26 أبريل 1886.